# George Stowers

a Compétitions nationales et continentales officielles uniquement.

b Matchs officiels uniquement.
Dernière mise à jour le 26 août 2018.
George Stowers, né le 14 février 1979 à Apia, est un joueur de rugby à XV samoan, évoluant au poste de troisième ligne centre avec l'équipe des Samoa de rugby à XV entre 2001 et 2011.

## Carrière
George Stowers naît à Apia dans les Samoa et va au St Joseph's College où il joue au rugby. Puis, il part pour Auckland où il poursuit sa scolarité au Wesley College et continue à pratiquer le rugby. Puis, il intègre l'équipe provinciale de Counties Manukau pour disputer le National Provincial Championship. Il rejoint également la franchise des Waikato Chiefs pour disputer le Super 12. En 2001, il obtient sa première cape lors du test match contre l'Irlande le 11 novembre. En 2002, il part au Japon et rejoint le club des Kobelco Steelers avec qui il reste sept années. Il retrouve alors la sélection nationale en 2008 après sept ans d'absence. En 2009, il quitte le Japon et signe un contrat de deux ans avec le club anglais des London Irish.

## Statistiques en équipe nationale
- 23 sélections avec les Samoa
- 25 points (5 essais)
- 1 sélection avec les Pacific Islanders

## Style
C'est un joueur puissant, qui arrive souvent à trouver des brèches dans la défense adverse[réf. nécessaire].